# 張軫
張 軫（ちょう しん）は中華民国・中華人民共和国の軍人。鎮嵩軍、国民軍などを経て、国民革命軍に属した。日中戦争で活躍後、国共内戦では中国共産党側に転じた。字は翼三。

## 事績

### 鎮嵩軍、国民軍時代
1909年（宣統元年）、開封陸軍小学第4期生として入学し、在学中に辛亥革命に革命派として参加、李烈鈞配下となった。中華民国成立後に復学して卒業、南京陸軍第三中学に進学した。1916年（民国5年）、北京清河陸軍第一予備学校に入学、1918年（民国7年）、保定陸軍軍官学校第9期歩兵科に進学した。翌年、日本へ留学し、陸軍士官学校歩兵科で学んだ。
1923年（民国12年）に張軫は陸士を卒業して帰国、陝西省を統治していた劉鎮華率いる鎮嵩軍に属した。しかし張は、鎮嵩軍の士官の資質の低さに失望することになる。翌年10月に馮玉祥が北京政変（首都革命）を起こして国民軍を結成すると、張もこれに転じ、胡景翼率いる国民軍第2軍で第2師参謀処処長や開封訓練処戦術教官として起用される。ところが1925年（民国14年）3月、胡が急死し、岳維峻が後任の軍長になると、岳は運営能力の低さから軍の質を急激に低下させてしまった。これに失望した張は、広州へ移り、黄埔軍官学校第4期戦術教官として起用されている。

### 国民革命軍での台頭
1926年（民国15年）2月、張軫は国民革命軍第6軍第19師第56団団長に任ぜられ、北伐では南昌戦役に参戦したが、第6軍は北京政府側の孫伝芳軍と交戦して壊滅してしまう。そのため張は武漢行営主任鄧演達の下に転じ、機要参謀兼学兵第2団団長となった。同年10月、第6軍再建（軍長：程潜）に伴い張も復帰し、翌1927年（民国16年）3月、南京攻略戦に参戦した。その後、第6軍第18師師長に昇進し、1928年（民国17年）2月には長沙警備司令も兼ねたが、まもなく程が反蔣介石の活動に従事して失脚、張も下野してしばらく上海などで閑居している。
1931年（民国20年）、満州事変（九・一八事変）に伴う各派大同団結により、張軫も劉鎮華率いる第11路軍で第64師参謀長として復帰した。しかしその後も離職を繰り返し軍歴上は精細を欠く。1936年（民国25年）2月、陸軍少将位を授与され、その後、1937年（民国26年）5月に豫北師管区司令となり、日中戦争（抗日戦争）勃発後の同年末に第1戦区補充第2師師長として起用され、この時期から張の軍歴は順調さを取り戻した。

### 日中戦争
1938年（民国27年）4月、張軫は第110師師長として台児荘の戦いに参戦、軍功をあげた。これにより第13軍軍長に昇進している。その後も武漢戦役や随棗戦役に参戦し、1939年（民国28年）6月、豫皖辺遊撃総指揮に任ぜられた。まもなく軍政部第2補充訓練総処処長兼渝南警備司令となり、7月には陸軍中将銜を授与されている。1941年（民国30年）12月、軍政部第2補充訓練総処は第66軍に改組され、張が引き続き軍長を務める。さらに第71軍と合流して第11集団軍となり、張は副総司令に就任した。
翌年初めに、張軫は第66軍を率いて中国遠征軍に加わり、孫立人の下でミャンマー方面を転戦する。日本軍と度々交戦したが第66軍の損害も大きく、同年中帰国すると張自ら引責を求めた。しかし責任は統帥にあるとして、張は罪を問われなかった。9月、第24集団軍副総司令（総司令代理）に就任し、翌1943年（民国32年）からは第10戦区副司令長官となる。副司令長官の地位には1946年まで3年間あり、さらに1944年（民国33年）には河南省政府委員、新蔡行署主任、豫南行署主任なども兼任した。1945年（民国34年)5月、中国国民党中央監察委員に選出されている。

### 国共内戦、中華人民共和国
国共内戦開始後の1946年（民国35年）5月、張軫は鄭州綏靖公署副主任に任ぜられたが、まもなく武漢行轅公署副主任に移り、主任の程潜を支えることになる。1948年（民国37年）夏、白崇禧が総司令を務める華中剿総総司令部に移り、張は副総司令兼第5綏靖区司令官に任ぜられた。同年7月、開封を喪失した劉茂恩の後任として張が河南省政府主席に就任したが、省の大部分は掌握しておらず、信陽などを確保するのが精一杯であった。1949年（民国38年）春、第5綏靖区は廃止され、張は第19兵団司令兼第128軍軍長に任命された。
この頃になると、張軫は国民党を完全に見限っており、さらに中国共産党の働きかけもあって起義（反国民党蜂起）の準備を進めていた。5月15日、張は湖北省金口で起義を決行した。この起義は白崇禧にとって戦線崩壊の決定的な一撃となっている。8月1日、張の軍は中国人民解放軍第51軍に再編され、そのまま張が軍長となっている。
中華人民共和国建国後も張軫は湖北軍区副司令に任ぜられている。その後、中南軍政委員会委員、国家体育委員会委員兼全国民族形式体育運動委員会主任、第1期・第2期・第5期中国人民政治協商会議全国委員会委員、第1期全国人民代表大会代表、河南省副省長、河南省政治協商会議副主席を歴任している。1955年には一級解放勲章を授与された。民主党派としても中国国民党革命委員会（民革）中央委員を務めている。1957年、反右派闘争で右派に認定されて失脚したが、1979年に名誉回復された。1981年7月26日、鄭州市で病没。享年88（満87歳）。

## 注
1. 1 2 3 4 5 6 7 8 9  劉国銘主編（2005）、1144頁。
2. ↑  張（1999）、332-333頁。
3. ↑  徐主編（2007）、1745-1746頁は記述の誤りが多数あるため、本記事では参考としなかった。
4. ↑  張（1999）、333-334頁。
5. ↑  張（1999）、334-338頁。
6. ↑  張（1999）、338-339頁。
7. ↑  張（1999）、339-343頁。
8. ↑  張（1999）、343-344頁。
9. ↑  張（1999）、344-345頁。
10. ↑  張（1999）、345-348頁。
11. ↑  張（1999）、348-349頁。